# Spilledragt (fodbold)
 For alternative betydninger, se Spilledragt. (Se også artikler, som begynder med Spilledragt)
I fodbold er en spilledragt det, der bæres af spillere på banen. Fodboldloven betegner, hvad der er tilladt for spillere at bære, og hvad der kan være for farligt at bære. Individuelle konkurrencer kan komme med yderligere restriktioner såsom at bestemme størrelsen på logoer på spilledragterne, og at udebanehold skal bære trøjer af en anden farve.
Fodboldspillere bærer normalt trøjenumre bag på. Oprindeligt bar et hold af spillere numre fra 1 til 11, hvilket svarede til deres spilpositioner, men på et professionelt plan får hver spiller tildelt et bestemt nummer til resten af sæsonen. Professionelle klubber viser normalt også spilleres efter- eller kælenavne på deres trøjer, oven over (eller nogle gange under) deres trøjenumre. Nummer kan også findes på shortsene.
Spilledragten har udviklet sig betydeligt siden sportens tidlige dage, da spillere typisk bar tykke bomuldstrøjer, posede bukser og tunge læderstøvler. I det 19. århundrede blev støvlerne lettere og blødere, shorts blev kortere, og udviklingen inden for tøjindustrien og trykning gjorde det muligt at fremstille trøjer i lettere syntetiske fibre med farvefulde og komplekse udseender. Udviklingen inden for reklame i det 20. århundrede gjorde, at sponsorers logoer begyndte at dukke op på trøjerne, og kopitrøjer blev tilgængelige for fans at købe, hvilket genererer et betydeligt overskud i klubberne.

## Udstyr

### Generelt udstyr
Fodboldloven betegner det fundamentale udstyr, som skal bæres af alle spillere ifølge §4: Spillernes udstyr. Fem forskellige ting bliver nævnt: spillertrøjen, korte busker (shorts), strømper, fodbeklædning og benskinner. Målmænd må bære lange bukser i stedet for shorts.
Mens de fleste spillere bærer støvler, påbydes de ikke af Fodboldloven. Trøjer skal have ærmer (både korte og lange ærmer accepteres), og målmænd skal bære trøjer, der ser betydeligt anderledes ud end de andre spilleres og dommeres. Varme undershorts kan bruges, men skal være af samme farve som shortsene selv. Hvis shortsene bærer numre, skal de være 10 og 15 cm over shortsenes underkant. Benskinner skal dækkes totalt af strømpen og "yde en fornuftig grad af beskyttelse", hvilket vil sige, at de skal dække hele skinnebenet. Grundlæggende må spillerne således “[...] ikke bære noget, som er farligt for ham selv eller andre spillere”.
Det er normalt for individuelle konkurrencer at kræve, at alle markspillere skal bære de samme farver, selv om Fodboldloven kun mener, at "De to holds spilledragter skal have farver, som adskiller dem fra hinanden samt fra dommerteamet. I en kamp, hvor hold normalt bærer de samme farver, skal udebaneholdet skifte til en anden farve. Derfor benævnes dette som holdets "udebanetrøje", og det hænder også, at de bæres uden, at det er nødvendigt pga. farvesammenfald, eller at de bæres på hjemmebane. Englands fodboldlandshold spiller nogle gange i rødt, selv om det ikke er nødvendigt, da dette var farven, som holdet vandt VM i fodbold 1966 med. I nogle tilfælde har begge hold været nødt til at bære deres udebanedragt, som kampen mellem Holland og Brasilien i finalen i VM i fodbold 1974, hvor de bar henholdsvis hvid og mørkeblå i stedet for deres førstevalg, som var orange og gul, og kampen mellem Holland og Spanien i VM i fodbold 2014, hvor de bar henholdsvis mørkeblå og hvid i stedet for orange og rød.
Mange professionelle klubber har også en tredje spilledragt, hvis hjemme- og udebanetrøjen minder for meget om hinanden. Mange professionelle klubber har bevaret de samme klassiske farver i årtier, og farverne spiller en betydelig rolle i en klubs kultur. Landshold spiller normalt i nationalflagets farver, selv om Italien er et eksempel på et hold, der ikke gør, da de spiller i Huset Savoyens farve, som er blå, ligesom Australien bærer grøn og guld, hvilket heller ikke indgår i landets flag. Holland bærer farven orange, som er farven på Oranien. Tyskland bærer hvid og sort, der indgår i det tidligere Preussens flag.
Trøjer er normalt lavet af polyester, som ikke beholder sveden og kropsvarmen på samme måde som en trøje lavet af naturlige fibre. De fleste professionelle klubber har sponsorers logo på fronten af trøjen, hvilket kan generere store indkomster, og nogle tilbyder også sponsorer at placere deres logoer på bagsiden af trøjen. Nogle lokale regler kan forklare, hvor store disse logoer må være, og hvad der må vises på dem. Konkurrencer som Premier League kan også kræve af spillerne, at de bærer logoer af turneringen på deres ærmer. Reglerne uddyber også, at logoet skal være 25 og 35 cm over trøjens underkant for ikke at blive dækket af shortsene. En spillers nummer er normalt trykt på bagsiden af trøjen, selv om internationale hold ofte placerer numre på forsiden, og professionelle hold har normalt en spillers efternavn trykt over nummeret. Anføreren på hvert hold skal normalt bære et armbånd om venstre ærme for at vise dem som anføreren over for dommeren og fansene.
De fleste nuværende spillere bærer specielle fodboldstøvler, som er lavet af enten læder eller et syntetisk materiale. Moderne støvler er skåret under anklerne, i forhold til støvler med høje ankler tidligere brugt, og har klamper knyttet til sålerne. Klamper kan enten være sat direkte fast på sålen eller tages af. Moderne støvler som Adidas Predator, oprindeligt designet af tidligere Liverpool-spiller Craig Johnston, har betydeligt videnskabeligt støttet designs som lufthuller i sålerne og "gummiknive" på sålerne i stedet for klamper. Knivene er blevet kritiseret for at skade andre spillere og dem, der selv bærer dem. Under VM i fodbold 1950 forbød FIFA Indien spillerne at spille uden støvler.
Fodboldloven uddyber, at alle spillere, uanset køn, skal bære den samme spillerdragt, men I september 2008 kom det hollandske hold FC de Rakt i internationale medier for at skifte den gamle spilledragt ud med en ny, der havde nederdel og stramtsiddende trøjer. Denne ændring, holdet selv fandt på, blev mødt af veto af Hollands fodboldforbund, men denne beslutning blev omgjort, da det blev afsløret, at FC de Rakt-holdets spilledragt teknisk set var i overensstemmelse med reglerne, da de bar hot pants under deres nederdele.

### Andet udstyr
Alle spillere må bære handsker, og målmænd bærer sædvanligvis målmandshandsker. Før 1970'erne var handsker et sjældent syn, men det er nu ekstremt sjældent at se en målmand uden handsker. I Portugals kamp mod England under EM i fodbold 2004, fik Ricardo megen omtale for at vælge ikke at bære handsker under straffesparkskonkurrencen. Siden 1980'erne er der sket fremskridt i udviklingen af handsken, hvilket involverer beskyttere, der forhindrer fingeren i at bøje bagud, større fleksibilitet og håndflader lavet af materialer, der beskytter hånden og forbedrer spillerens greb. Handsker kan fås i forskellige udgaver, som "flad håndflade", "rullefinger" og "negativ", med variationer i syningen. Målmænd bærer nogle gange også kasketter for at undgå blænding fra solen, hvilket påvirker deres spil. Spillere med synsproblemer må bære briller, så længe de ikke falder af og ødelægges og dermed bliver farlige. De fleste spillere bærer kontaktlinser, selv om den hollandske spiller Edgar Davids, som ikke kunne bære kontaktlinser pga. grøn stær, var kendt for sine omviklede briller. Andre ting som kan være farlige for andre spillere, som smykker, er ikke tilladte. Spillere må også bære hovedtøj for at beskytte dem selv mod hovedskader, så længe det ikke udgør en trussel mod bæreren eller andre spillere.

### Dommeres tøj
Fodbolddommere, linjedommere og fjerdedommere bærer spilledragter i samme stil som bæres af spillere; indtil 1950'erne var det mere almindeligt for dommeren at bære en blazer i stedet for en trøje. Dommerteamets tøj skal adskille sig fra de to holds tøj. Sort er den traditionelle farve, der bæres af dommere, selv om andre farver også kan bruges.
VM i fodbold 1994 var den første turnering, hvor FIFA tillod dommere at bære andet end sort, også i tilfælde af manglende farvesammenfald blandt markspillerne, målmænd og dommere. I 1998 blev Premier League-dommer David Elleray tvunget til at skifte sin sorte trøje ud med en hvid undervejs i kampen mellem Aston Villa og Wimbledon, da den blev vurderet for tæt på den marineblå farve båret af Wimbledon-spillerne. Dommere bærer nogle sponsorers logoer på deres trøjer, selv om disse normalt hører til ærmerne.

## Historie

### Victoriatiden
Det første skrevne bevis på tøj, der var beregnet til fodbold kommer fra klædeskabet hos Henrik 8. af England, som havde en henvisning til et par fodboldstøvler. De tidligste beviser på farvede trøjer til at skelne fodboldhold fra hinanden kommer fra de engelske, private kostskolers fodboldspil, f.eks. et billede af Winchester College-fodbold fra før 1840 hedder "De af borgerlig slægt har røde og kostskoleeleverne har blå trøjer" og sådanne farver nævnes igen i en Bell's Life in London-artikel fra 1858.
Sportsregler for et samlingshjemsted er nævnt i rugby (regel 21) så tidligt som 1845: "Ingen spiller må bære kasket eller dragt uden, at de forlader deres samlinghjemsted".  I 1848 blev det nævnt, at ved rugby "har der fundet fremskridt sted over de sidste få år, i udseendet på kampen... i brugen af særligt tøj, der består af fløjlskasketter og -dragter." Organiseret fodbold blev først spillet i England i 1860'erne, og mange hold ville sædvanligvis spille i det tøj, de havde tilgængeligt, hvor spillerne på det samme hold ville gøre forskel på dem selv ved at bære farvede kasketter eller bælter. Dette viste sig at være problematisk, så en håndbog fra 1867 foreslog at hold "arrangerede det sådan, at et hold havde stribede dragter af en farve, lad os så sige rød, og det andet med en anden, lad os sige blå. Dette forhindrer forvirring og vilde forsøg på at tage bolden fra din makker."
De første standarddragter begyndte at dukke op i 1870'erne, hvor mange af klubberne valgte farver fra skolerne eller andre sportsorganisationer, som klubberne opstod af. Blackburn Rovers f.eks. indførte trøjer med et design, der var baseret på holdet fra Malvern Colleges tidligere elever, en af skolerne hvor sporten havde udviklet sig. Deres oprindelige farver lyseblå og hvid blev valgt for at vise et forhold til University of Cambridge, hvor et antal af klubbens grundlæggere var blevet uddannet. Farver og design skiftede ofte mellem kampene, hvor Bolton Wanderers viste sig frem i både pink shorts og hvide trøjer med røde prikker inden for det samme år. I stedet for de moderne shorts brugte spillere uldne shorts eller bukser i fuld længde, ofte med bælter eller endda seler. Arthur Fitzgerald Kinnaird, en af spillets tidlige stjerner, blev kendt for at være iført lange hvide bukser. Der var ingen numre trykt på trøjerne til at skelne spillerne fra hinanden, og programmet for en kamp i 1875 mellem Queen's Park og Wanderers i Glasgow genkender spillerne på farven af deres kasket eller strømper. De første benskinner blev båret i 1874 af Nottingham Forest-spilleren Sam Weller Widdowson, som skar en cricketskinne i stykker og puttede den udenpå sine strømper. I starten blev ideen gjort grin med, men senere hoppede andre på den.
Ved hundredeskiftet var skinnerne blevet mindre og blev båret inden i strømperne.
Som spillet efterhånden ændrede sig fra at være en overklassesfornøjelse til at blive domineret af arbejdende professionelle, ændrede spilledragterne sig lidt efter lidt. Klubberne havde nu selv ansvaret for at skaffe midler til at købe dragter, og det stigende antal tilskuere, der fulgte med spillerne og skulle kende dem, ledte til, at farverne blev ændret til mere simple af slagsen. I 1890 nævnte Football League, der var blevet grundlagt to år tidligere, at ingen hold med minimum to medlemmer kunne registrere sig med de samme farver. Denne regel blev senere ændret til, at hold kunne have en anden dragt med andre farver. Oprindeligt skulle hjemmeholdet skifte dragt i tilfælde af et farvesammenstød, hvilket i 1921 blev ændret til, at udeholdet skulle skifte.
Specialiserede fodboldstøvler begyndte at dukke op i den professionelle æra og overtog pladsen fra hverdagssko eller arbejdsstøvler. I starten sømmede spillede strimler af læder til deres støvler for at forbedre grebet, hvilket fik the Football Association i 1863 til at nævne, at ingen søm kunne være sømmet til støvler. I 1880'erne blev disse hårde tilsætninger til klamper. Støvler i denne æra blev lavet af tungt læder, havde hårde tåspidser og var høje over en spillers ankler.

### Det tidlige 20. århundrede
Som spillet begyndte at sprede sig til Europa og videre, begyndte klubber at indføre spilledragter, der var magen til dem fra Storbritannien og i nogle tilfælde at vælge farver direkte inspireret af britiske klubber. I 1903 valgte Juventus fra Italien at indføre en sort-hvid-stribet dragt inspireret af Notts County. To år senere indførte Argentinas Club Atlético Independiente røde trøjer efter at se Nottingham Forest spille.
I 1904 droppede the Football Association sin regel om, at posede bukser skulle dække deres knæ, og holdene begyndte at bære dem meget kortere. I starten valgte alle hold at bære shorts af en anden farve end deres trøje. I 1909, i et forsøg på at få dommerne til at skelne målmændene fra markspillerne, nævnte Fodboldloven, at målmænd skal bære dragter af en farve end markspillerne på deres hold. I starten blev det nævnt, at målmænds trøjer skulle være enten skarlagen eller kongelig blå, men så blev grøn en mulighed i 1912 og den blev så populær, at næsten alle målmænd spillede i den farve. I denne periode bar målmænd snarere en sweater end trøjer, som blev båret af markspillerne. Sporadiske eksperimenter med nummererede trøjer fandt sted i 1920'erne, men ideen slog ikke igennem til at starte med.
Den første store kamp i hvilken numre blev brugt var FA Cup-finalen i 1933 mellem Everton og Manchester City. I stedet for at lægge numre til klubbernes eksisterende sæt, blev der brugt to specielle sæt, et i rødt og et i blåt, til finalen og fordelt mellem holdene efter plat eller krone. Everton-spillerne bar numrene 1-11, mens City-spillerne bar 12-22. Det var ikke indtil tiden omkring 2. verdenskrig, at nummerering blev standard, og holdene bar numrene 1-11. Selv om der ikke var nogen regler for hvilken spiller, der skulle bære hvilket nummer, blev specifikke numre forbundet med specifikke positioner på banen, med nummer 9 som værende angriberen og nummer 1 som målmanden. I forhold til den almindelige praksis bar den skotske klub Celtic numre på shortsene i stedet for trøjerne indtil 1975 for internationale kampe og indtil 1994 for indenrigskampe. I 1930'erne kom der også store fremskridt i støvleproduktionen, hvor nye syntetiske materialer og blødere læder blev tilgængeligt. I 1936 bar spillere i Europa støvler, der vejede en tredjedel af, hvad de havde gjort et årti før, selv om britiske klubber ikke indførte de nye støvler, med spillere som Billy Wright, der åbent ytrede sig negativt om det nye fodtøj og sagde, at det passede bedre til ballet end fodbold.
I perioden efter 2. verdenskrig, var mange hold i Europa tvunget til at bære usædvanlige spilledragter pga. tøjrestriktioner. Englands Oldham Athletic som traditionelt bar blåt og hvidt, brugte to sæsoner på at spille i rødt og hvidt lånt fra en lokal rugbyklub, og skotske Clyde bar khaki. I 1950'erne blev spilledragter i Sydeuropa og Sydamerika lettere, og V-udskæringer erstattede kraver på trøjerne og syntetiske fibre tunge naturlige fibre. De første støvler som var skåret under anklen blev introduceret af Adidas i 1954. Selv om de kostede dobbelt så meget som eksisterende støvler, blev de en kæmpe succes og cementerede det tyske firmas plads på fodboldmarkedet. Omkring samme tid udviklede Adidas de første støvler med kno-pper, som kunne skrues af og på alt efter banens forhold. Andre områder var langsommere til at indføre den nye stil - britiske klubber forholdt sig konservativt til spilledragter og ændrede meget lidt på dem fra før krigen, og østeuropæiske klubber fortsatte med at bære spilledragter, der blev betragtet som gammeldags andre steder. FC Dynamo Moskva der turnerede Vesteuropa rundt i 1945 fik lige så megen omtale for deres spilleres lange posede shorts som for kvaliteten af deres fodbold.
Med fremkomsten af internationale turneringer som EM, spredte den sydeuropæiske stil sig til resten af kontinentet, og ved slutningen af årtiet var de tunge trøjer og støvlerne fra mellemkrigsårene gået fuldstændig af mode. 1960'erne bragte en smule forandring i spilledragternes design, og klubberne valgte simple farvekombinationer, som så godt ud under de nyindførte lysmaster. Designs fra de sene 1960'ere og de tidlige 1970'ere er virkelig elsket af fodboldfans.

### Moderne tid
I 1970'erne begyndte klubberne at danne stærkt individuelle sæt, og i 1975 blev Leeds United, som har skiftet deres traditionelle blå og guld farver til hvid i 1960'erne for at efterligne Real Madrid den første klub til at designe trøjer, der kunne sælges til fans som kopier. Andre klubber fulgte af økonomiske årsager trop og satte producentens logo ind og indførte et højere niveau af orden. I 1973 underskrev tyske klub Eintracht Braunschweig en aftale med alkoholproducent Jägermeister om at vise firmaets logo på forsiden af deres trøjer. Snart indgik alle store klubber sådanne aftaler, og priserne som firmaer betaler for at sponsorere hold er steget dramatisk. I 2008 modtog tyske klub Bayern München €25 millioner i sponsorpenge fra Deutsche Telekom.
Dog har de spanske klubber FC Barcelona og Athletic Bilbao nægtet at tillade sponsorer på deres trøjer så sent som i 2005, og Barcelona valgte i stedet indtil 2011 at bære UNICEF-logoet på deres trøjer og donere €1,5 million til velgørenhed hvert år. Spillere begyndte også at indgå aftaler med individuelle firmaer. I 1974 nægtede Johan Cruijff at bære den hollandske landsholdsdragt, da producenten var Adidas, hvilket indebar et problem med hans individuelle kontrakt med Puma, og han fik lov til at bære en dragt uden reklame for Adidas. Puma havde også betalt Pelé $120.000 for at bære deres støvler og bad ham om netop at binde sine snørebånd ved startfløjtet på finalen i VM i fodbold 1970, hvilket skulle sørge for et nærbillede af hans støvler til et væld af seere verden rundt.
I 1980'erne begyndte producenter som Hummel og Adidas at designe trøjer med stigende indviklede designs, da ny teknologi gav mulighed for skyggetrykning og nålestriber. Hummels særlige sæt designet til Danmarks fodboldlandshold til VM 1986 vakte røre i medierne, mens FIFA var bekymret over Moiré-mønstre i tv-billederne. Shorts blev kortere end nogensinde i 1970'erne og 1980'erne og havde ofte en spillers nummer på forsiden. I FA Cup-finalen 1991 stillede Tottenham Hotspur-spillerne op i lange posede shorts. Selv om det nye udseende blev hånet, havde klubber i Storbritannien og andre steder indført de længere shorts. I 1990'erne blev trøjedesignsene mere komplekse og prangende i farvekombinationerne. Beslutningerne om design kom af, at trøjerne skulle se gode ud, når de blev brugt som modeobjekter, men mange af disse designs fra denne æra betragtes i dag som de værste nogensinde. I 1996 indførte Manchester United en grå spilledragt som passede godt til jeans, men skiftede til et andet sæt undervejs i en kamp, da træner Alex Ferguson hævdede, at grunden til at hans hold tabte 3-0 var, at spillerne ikke kunne se hinanden på banen. United skiftede til andre farver i anden halvleg og scorede med det samme. De førende ligaer indførte også trøjenumre, hvor hver spiller får et specifikt nummer for resten af sæsonen. Et kort modefænomen opstod for spillere ved at juble over mål ved at løfte eller tage deres trøjer helt af for at vise politiske, religiøse eller personlige sloganer trykt på undertrøjer. Dette ledte til en beslutning fra International Football Association Board i 2002 om, at undertrøjer ikke må indeholde sloganer eller logoer; siden 2004 har det været strafbart for spillere at tage deres trøjer af.
Markedet for kopitrøjer er vokset enormt, og omsætningen hos de førende klubber, og hyppigheden med hvilken de skifter designs er ydermere blevet gransket, især i Storbritannien, hvor markedet for kopitrøjer har en værdi af £200m i overskud. Adskillige klubber er blevet beskyldt for prisaftaler, og i 2003 fik Manchester United en bøde på £1,65m af Office of Fair Trading. De høje priser for kopitrøjerne har ført til, at mange køber falske trøjer, som bliver importeret fra lande som Thailand og Malaysia. Fans' mulighed for at købe en trøje, der bærer navnet og nummeret på en stjernespiller, fører til en betydelig omsætning for klubberne. I de første seks måneder efter David Beckhams skifte til Real Madrid havde klubben solgt mere end en million trøjer med hans navn. Et marked er også opstået for trøjer båret af spillere under betydelige kampe, som bliver solgt som samlerobjekter. Trøjen båret af Pelé i VM-finalen i 1970 blev solgt på en auktion for over £150.000 i 2002.
Et antal af fremskridt i spilledragtdesigns har fundet sted siden 2000 med varierende grad af succes. I 2002 deltog Cameroun i African Cup of Nations i Mali ved at bære trøjer uden ærmer, men FIFA besluttede senere, at sådan noget ikke kunne betragtes som trøjer og derfor ikke var tilladt ifølge Fodboldloven. Producenten Puma AG tilførte i starten "usynlige" sorte ærmer for at følge beslutningen, men gav senere holdet en anden form for trøje uden ærmer. FIFA krævede, at holdet ikke bar trøjen, men beslutningen blev ikke fulgt med det resultat, at Cameroun blev frataget seks points i sin kvalifikation til VM i fodbold 2006, en beslutning som senere blev omgjort efter en appel. Mere succesfuldt var de kropsnære trøjer designet til Italien af producent Kappa, en stil, der senere blev efterlignet af andre landshold og klubber.
Et kort modefænomen for mænd, der bar snood-halstørklæde-nakkevarmere endte i 2011, da International Football Association Board (IFAB) forbød dem som værende potentielt farlige. Et forbud mod kvinder i at bære hijab blev introduceret af IFAB i 2007, men annulleret efter pres fra Ali bin Al-Hussein. For at følge det franske syn, udtalte Frankrigs fodboldforbund, at det ville bibeholde sit forbud.